# Grahovo (gmina Nikšić)
Grahovo (cyr. Грахово) – wieś w Czarnogórze, w gminie Nikšić. W 2011 roku liczyła 120 mieszkańców.